# HNBR
L'HNBR (acronimo dell'inglese Hydrogenated Nitrile Butadiene Rubber, cioè acrilonitrile butadiene idrogenato) è un elastomero sintetico, utilizzato per la costruzione di tubi flessibili e raccordi impiegati prevalentemente in campo motoristico.
Come tutte le gomme nitriliche (NBR) risulta particolarmente resistente alle sostanze chimiche, anche corrosive ed è compatibile al contatto con oli ed alcuni solventi (soprattutto alifatici), compresa la benzina.